# Shilin Huang
Shilin Huang (ur. 1987 w Kantonie) – chińsko-kanadyjska rysowniczka i ilustratorka, autorka komiksu internetowego Carciphona.
Studiowała na Uniwersytecie Zachodniego Ontario, uzyskując w 2009 r. tytuł bakałarza muzyki. W 2005 r. rozpoczęła publikację komiksu internetowego Blackbird (następnie pod tytułem Carciphona). W 2012 r. uzyskała za Carciphonę nominację do Nagrody im. Joe Shustera w kategorii Oustanding Canadian Webcomics Creator/Creative Team, zdobywając wyróżnienie.
Począwszy od lipca 2012 r. komiks Carciphona wydawany jest w Polsce przez wydawnictwo Yumegari, a od 2016 r. w Czechach przez Zanir i w Niemczech przez Pyramond.